# Pteronotus quadridens
Pteronotus quadridens är en fladdermusart som först beskrevs av Juan Cristóbal Gundlach 1840.  Pteronotus quadridens ingår i släktet Pteronotus och familjen bladhakor. IUCN kategoriserar arten globalt som livskraftig. Inga underarter finns listade i Catalogue of Life. Wilson & Reeder (2005) skiljer mellan två underarter. Artepitet i det vetenskapliga namnet är latin och betyder "fyra tänder".

## Utseende
Denna fladdermus är den minsta i släktet Pteronotus med en underarmlängd mindre än 41 mm och en vikt mellan 3 och 6 g. På vingarna och på den del av flygmembranen som ligger mellan bakbenen förekommer inga hår. Äldre individer är allmänt blekare än ungar. Håren på ovansidan har en mörk basis, en ljusgrå del i mitten och en spets som varierar i färgen. Beroende på spetsens färg är pälsen på ovansidan gråbrun, gulbrun eller orangebrun. Vid buken har håren en mörkbrun basis och en ljusgrå spets.
På näsborrarna finns bara mindre hudveck samt mindre vårtor. De långa öronen är spetsiga och sammanlänkade på hjässan. Artens långa tragus är täckt av korta styva hår och några långa hår. Tandformeln är I 2/2 C 1/1 P 2/3 M 3/3, alltså 34 tänder. Pteronotus quadridens har små nedre framtänder.

## Utbredning och habitat
Arten förekommer på Kuba, Hispaniola, Jamaica, Puerto Rico och kanske på några mindre öar i regionen. Den lever där i alla habitat.

## Ekologi
Denna fladdermus vilar i grottor och bildar där stora kolonier som kan ha flera tusen medlemmar. Vid samma sovplats förekommer ofta andra fladdermusarter. Individerna jagar olika insekter som nattfjärilar, flugor, skalbaggar eller flygande myror. I maj eller juni föder honan en eller mycket sällan två ungar.
Pteronotus quadridens lämnar viloplatsen tidig under skymningen. Den flyger vanligen 7 till 9 km innan den börjar jaga. Några exemplar iakttogs 30 km från sovplatsen.
Fladdermusen har olika fiender som sparvfalk (Falco sparverius), rödstjärtad vråk (Buteo jamaicensis), stenfalk (Falco columbarius), huskatt och olika ormar som Epicrates inornatus och Kubaboa (Epicrates angulifer).